# Anelosimus studiosus
Anelosimus studiosus là một loài nhện trong họ Theridiidae.
Loài này thuộc chi Anelosimus. Anelosimus studiosus được Nicholas Marcellus Hentz miêu tả năm 1850.